# Helicanthes elasticus
Helicanthes elasticus là một loài thực vật có hoa trong họ Loranthaceae. Loài này được (Desvaux) Danser mô tả khoa học đầu tiên năm 1933.